# ZOO (川村カオリのアルバム)
『ZOO』（ズー）は1988年11月21日にポニーキャニオン/SEE・SAWから発売された川村かおりの1枚目のアルバム。

## 内容
ECHOESの辻仁成が大半の作詞及び全曲の作曲・編曲・プロデュースを担当したオリジナル・アルバム。タイトル曲でデビューシングルでもある「ZOO」は翌1989年にECHOESのセルフカバーがリリースされ、同バンドの代表曲となった。
2018年10月1日、オリジナル・リリースから30年後の2018年11月21日に、UHQCD仕様での再発売が発表された。

## 収録曲
作詞・作曲・編曲：辻仁成（特記以外）
1. Sweet Little Boy
  - 作詞：Kaori・辻仁成
2. ZOO
3. からっぽのフィルム
4. Russian Blue
5. 365日の戦争
  - 作詞：Kaori
6. Paradise City Blues
  - 作詞：Kaori
7. Winter Mute
8. Kids
  - 作詞：Kaori
9. You've Got A Friend
  - 作詞：Kaori
10. 真っ白な月 -Moon On The Destiny-
  - 作詞：辻仁成・Kaori